# Frankenlied
Das Frankenlied, auch Lied der Franken genannt, ist die inoffizielle Landeshymne von Franken und eines der bekanntesten Studentenlieder. Es wird in den Regierungsbezirken Unterfranken, Mittelfranken und Oberfranken auch bei offiziellen Anlässen gesungen, meistens nach der Deutschen Nationalhymne und der Bayernhymne. Der Text stammt von Joseph Victor von Scheffel (1859), die Melodie von Valentin Eduard Becker (1861).

## Entstehung

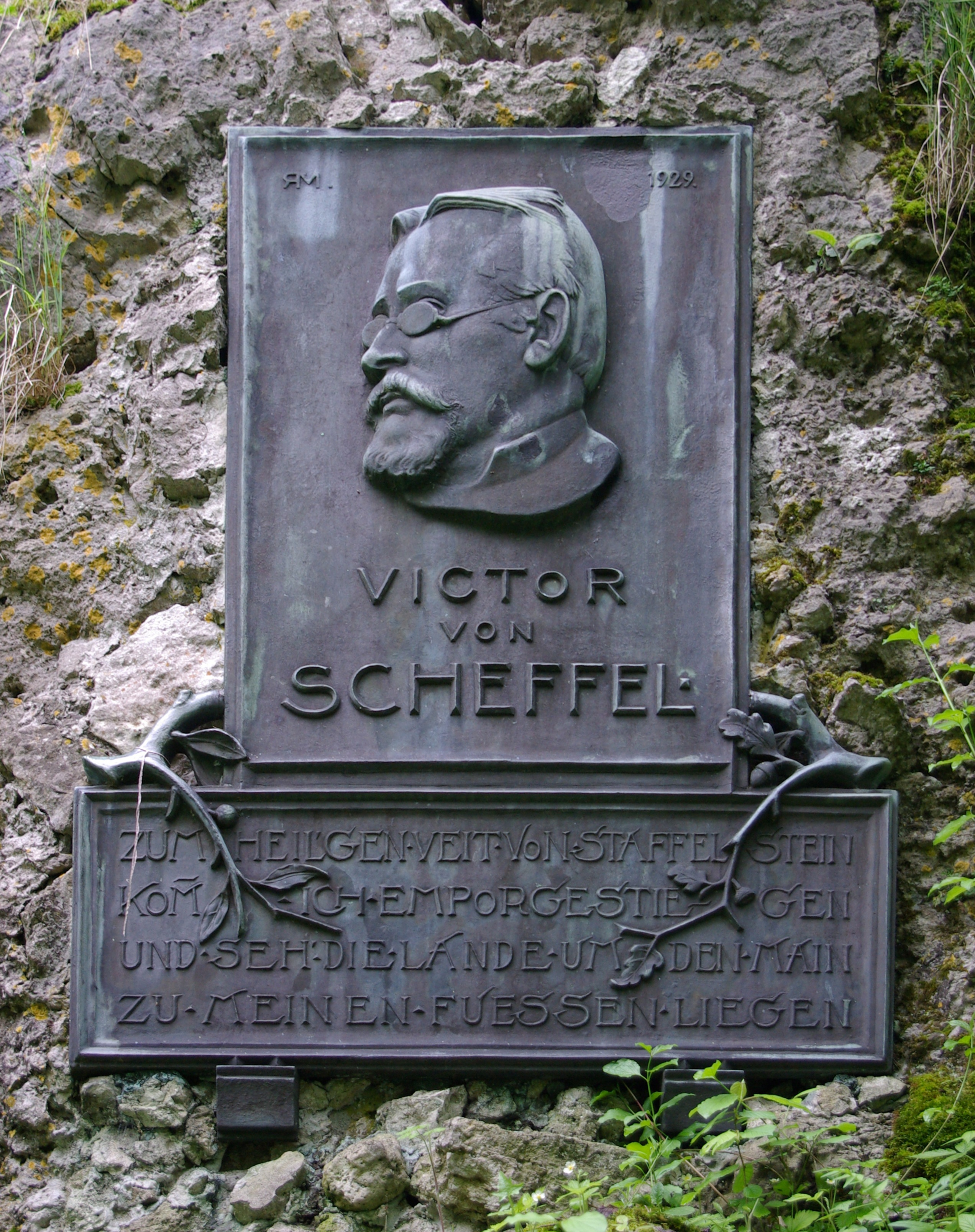
Beginn der 4. Strophe auf dem 1929 errichteten Scheffel-Denkmal am Hang des Staffelbergs (2010)

Scheffel schrieb Die Wanderfahrt als literarisches Zeugnis der Wanderlust im Sommer 1859. Damals weilte er mehrere Wochen im Kloster Banz bei Staffelstein. Vertont von V. E. Becker wurde daraus das Frankenlied.
Sowohl im Internet als auch in Liederbüchern existieren mehrere verschiedene Versionen, die sich zumeist nur in Kleinigkeiten unterscheiden. Der Liedtext enthält auch inhaltliche Unstimmigkeiten. So ist der Winzer Schutzherr eigentlich der Heilige Urban, der Heilige Kilian gilt als der Patron des Frankenlands. Auch gibt es keinen heiligen Veit von Staffelstein, wohl aber in der Nähe einen heiligen Veit vom Ansberg; es könnte sich aber auch um einen der vierzehn Nothelfer der benachbarten Wallfahrtskirche Vierzehnheiligen handeln. Die eigentliche Begründung für den Heiligen Veit von Staffelstein ergibt sich wahrscheinlich aus der Geschichte des Staffelberges heraus. Dort lebten von 1696 bis 1929 Eremiten, die dort ihren frommen Dienst versahen. Von Scheffel setzte dem Eremiten Ivo Hennemann mit seinem Lied ein unvergängliches Denkmal. So wird in Scheffels Text beschrieben, wie er zum „Veit“ hinauf steigt (siehe Strophe 4) und dessen gut gelagerten Wein trinkt (siehe Strophe 6). Der heilige Veit ist Schutzpatron u. a. der Bierbrauer und Winzer.

## Notentext
- als Druckversion

Das Lied der Franken

- als Hörbeispiel mit Finale 2010 erstellt

zum Vergleich der verschiedenen Fassungen:

## Liedtext
1. Strophe
Wohlauf, die Luft geht frisch und rein,
wer lange sitzt, muss rosten.
Den allerschönsten 1 Sonnenschein
lässt uns der Himmel kosten.
Jetzt reicht mir Stab und Ordenskleid
der fahrenden Scholaren.
Ich will zur schönen Sommerszeit
ins Land der Franken fahren,
valeri, valera, valeri, valera,
ins Land der Franken fahren!
2. Strophe
Der Wald steht grün, die Jagd geht gut,
schwer ist das Korn geraten.
Sie können auf des Maines Flut
die Schiffe kaum verladen.
Bald hebt sich auch das Herbsten an,
die Kelter harrt des Weines.
Der Winzer Schutzherr Kilian
beschert uns etwas Feines,
valeri, valera, valeri, valera,
beschert uns etwas Feines.
3. Strophe
Wallfahrer ziehen durch das Tal
mit fliegenden Standarten.
Hell grüßt ihr doppelter Choral
den weiten Gottesgarten.
Wie gerne wär’ ich mitgewallt,
ihr Pfarr’ wollt mich nicht haben!
So muss ich seitwärts durch den Wald
als räudig Schäflein traben,
valeri, valera, valeri, valera,
als räudig Schäflein traben.
4. Strophe
Zum heil’gen Veit von Staffelstein
komm ich empor gestiegen,
und seh’ die Lande um den Main
zu meinen Füßen liegen.
Von Bamberg bis zum Grabfeldgau
umrahmen Berg und Hügel
die breite stromdurchglänzte Au.
Ich wollt’, mir wüchsen Flügel,
valeri, valera, valeri, valera,
ich wollt’, mir wüchsen Flügel.
5. Strophe
Einsiedelmann ist nicht zu Haus’,
dieweil es Zeit zu mähen.
Ich seh’ ihn an der Halde drauß’
bei einer Schnitt’rin stehen.
Verfahr’ner Schüler Stoßgebet
heißt: Herr, gib uns zu trinken!
Doch wer bei schöner Schnitt’rin steht,
dem mag man lange winken,
valeri, valera, valeri, valera,
dem mag man lange winken.
6. Strophe
Einsiedel, das war missgetan,
dass du dich hubst von hinnen!
Es liegt, ich seh’s dem Keller an,
ein guter Jahrgang drinnen.
Hoiho, die Pforten brech’ ich ein
und trinke, was ich finde.
Du heil’ger Veit von Staffelstein
verzeih mir Durst und Sünde,
valeri, valera, valeri, valera,
verzeih mir Durst und Sünde!

## Fränkischer Zusatz
Nicht offizieller Bestandteil des Frankenliedes sind die volkstümlich ergänzten Strophen sieben, acht und neun von Gerd Backert, Hermann Wirth und Karl Frisch, welche die von Napoleon Bonaparte verursachte Einverleibung Frankens durch Bayern musikalisch-dichterisch kritisieren. In anti-bayerischen Fassungen des Frankenliedes, die den Spottnamen „Rucksack-Bayern“ enthalten, kommt der Ärger mancher Franken über diese Vereinnahmung und über den Raub fränkischer Kulturgüter zum Ausdruck. Ein Volksgut im Sinne eines Volksliedes oder gar einer Hymne stellen sie jedoch nicht dar. Die Verbreitung ist, wenn überhaupt, sehr regional oder politisch motiviert.
7. Strophe
O heil’ger Veit von Staffelstein,
beschütze deine Franken
und jag’ die Bayern aus dem Land!
Wir wollen’s ewig danken.
Wir wollen freie Franken sein
und nicht der Bayern Knechte.
O heil’ger Veit von Staffelstein,
wir fordern uns’re Rechte!
8. Strophe
Napoleon gab als Judaslohn
– ohn’ selbst es zu besitzen –
ganz Franken und die Königskron’
den bayrischen Komplizen.
Die haben fröhlich dann geklaut
uns Kunst, Kultur und Steuern,
und damit München aufgebaut.
Wir müssen sie bald feuern!
9. Strophe
Drum, heil’ger Veit von Staffelstein,
Du Retter aller Franken:
Bewahre uns vor Not und Pein,
weis’ Bayern in die Schranken!
Wir woll’n nicht mehr geduldig sein,
denn nach zweihundert Jahren,
woll’n wir – es muss doch möglich sein –
durch’s freie Franken fahren!

## Andere Verwendung der Melodie
Im Schwäbischen Albverein wird bei offiziellen Anlässen auf die gleiche Melodie das Albvereinslied gesungen. Der Text beginnt mit den Worten „Nun steckt dies Zeichen an den Hut, ihr Albvereinsgenossen“. Der Text stammt vom Gründungsmitglied Eugen Nägele und wurde im Juni 1890 in den „Blättern des Schwäbischen Albvereins“ vorgestellt.